# 塞爾維里亞
20°22′01″S 51°25′08″W / 20.36694°S 51.41889°W

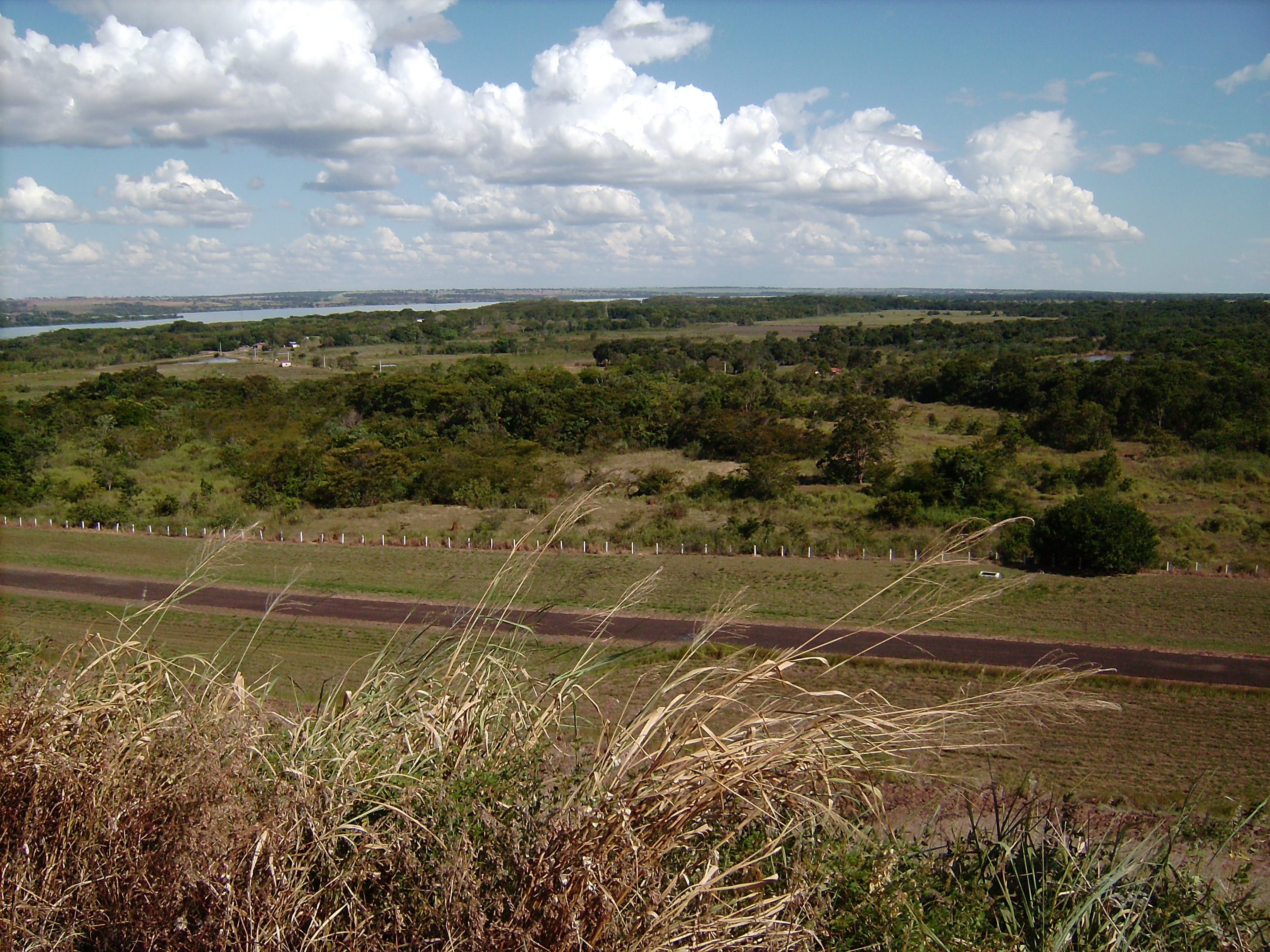
塞爾維里亞

塞爾維里亞（葡萄牙語：Selvíria），是巴西的城鎮，位於該國西部，由南馬托格羅索州負責管轄，始建於1980年5月12日，面積3,259平方公里，海拔高度357米，2011年人口6,303，人口密度每平方公里1.93人。